# Samuel Eliot Morison

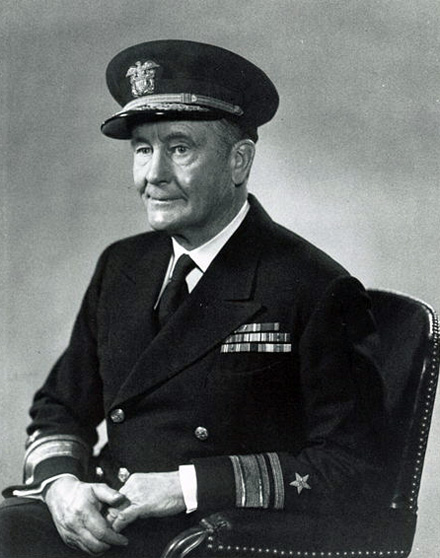
El almirante e historiador Samuel Eliot Morison

Samuel Eliot Morison (Boston, 9 de julio de 1887 - íd., 15 de mayo de 1976) fue un marino militar e historiador estadounidense.

## Biografía
Estudió en la escuela Saint Paul de Concord y luego se doctoró en Harvard (1912), donde tuvo por profesor a George Santayana; amplió estudios en París y fue profesor de historia en Harvard durante cuarenta años hasta su retiro en 1955, con un breve interludio entre 1922 y 1925 en que lo fue en la de Oxford. Sirvió en el ejército estadounidense durante las dos Guerras Mundiales en el arma de Marina, pero la segunda en los navíos de la reserva. Destacó por sus populares biografías de grandes marinos, que le granjearon dos premios Pulitzer en 1943 y 1960, respectivamente por las vidas de Cristóbal Colón y John Paul Jones, pero también escribió las de Fernando Magallanes, sir Francis Drake, Samuel de Champlain y el comodoro Matthew C. Perry; fuera de esta temática compuso también la del político Harrison Gray Otis. Redactó además una historia de la Universidad de Harvard en tres volúmenes y una monumental History of United States Naval Operations in World War II en quince, esta última por encargo expreso del presidente Franklin D. Roosevelt; la concluyó en 1962. Se retiró de la armada en 1951 con el grado de almirante y falleció en 1976, después de haber publicado otras muchas obras.

## Obras
- American Contributions to the Strategy of World War II. London: Oxford University Press, 1958.
- The Ancient Classics in a Modern Democracy. New York: Oxford University Press, 1939.
- Builders of the Bay Colony. Boston: Houghton Mifflin, 1930.
- By Land and By Sea. New York: Alfred A. Knopf, 1953.
- The Caribbean as Columbus Saw It. Boston: Little, Brown and Company, 1964. (Con Mauricio Obregón)
- Christopher Columbus, Mariner. Boston: Little, Brown and Company, 1955.[3]
- The Class Lives of Samuel Eliot and Nathaniel Homes Morison, Harvard 1839. Boston: Privately printed, 1926.
- The Conservative American Revolution. Washington D. C.: Society of the Cincinnati, 1976.
- Doctor Morison's Farewell to the Colonial Society of Massachusetts. Boston: Merrymount Press, 1939.
- The European Discovery of America. New York: Oxford University Press, 1971–1974, 2 vols.
- The Events of the Year MDCCCCXXXV. Boston: Merrymount Press, 1936.
- The Founding of Harvard College. Cambridge: Harvard University Press, 1935.
- Francis Parkman. Boston: Massachusetts Historical Society, 1973.
- Freedom in Contemporary Society. Boston: Little, Brown and Company, 1956.
- The Growth of the American Republic Oxford: Oxford University Press, 1930, 2 vols.[4]
- Harrison Gray Otis, 1765–1848: The Urbane Federalist. Boston: Houghton Mifflin, 1969.
- Harvard College in the Seventeenth Century. 2 vols. Cambridge: Harvard University Press, 1936.
- Harvard Guide to American History. Cambridge: Harvard University Press, 1963. (Con Arthur Meier Schlesinger, Frederick Merk, Arthur Meier Schlesinger junior y Paul Herman Buck)
- Historical Background for the Massachusetts Bay Tercentenary in 1930. Boston: Massachusetts Bay Tercentenary, Inc., 1928, 1930.
- Historical Markers Erected by Massachusetts Bay Colony Tercentenary Commission. Boston: Commonwealth of Massachusetts, 1930.
- History As A Literary Art. Boston: Old South Association, 1946.[5]
- A History of the Constitution of Massachusetts. Boston: Special Commission on Revision of the Constitution, 1963.
- A History of the Constitution of Massachusetts. Boston: Wright & Potter, 1917.
- History of United States Naval Operations in World War II. Boston: Little, Brown and Company, 1947–1962, 15 vols.
- An Hour of American History: From Columbus to Coolidge. Philadelphia: J. B. Lippincott & Co., 1929.
- Introduction to Whaler Out of New Bedford. New Bedford: Old Dartmouth Historical Society, 1962.
- John Paul Jones: A Sailor's Biography. Boston: Little, Brown and Company, 1959.[6]
- Life and Letters of Harrison Gray Otis. Boston: Houghton Mifflin, 1913, 2 vols.[7]
- Life in Washington a Century and a Half Ago. Washington D. C.: Cosmos Club, 1968.
- The Maritime History of Massachusetts, 1783–1860. Boston: Houghton Mifflin, 1921.
- Nathaniel Homes Morison. Baltimore: Peabody Institute, 1957.
- A New and Fresh English Translation of the Letter of Columbus Announcing the Discovery of America. Madrid: Gráficas Yagues, 1959.
- Ed. de Of Plymouth Plantation, 1620–1647. Editor. New York: Knopf, 1952.
- Old Bruin: Commodore Matthew Calbraith Perry, 1796–1858. Boston: Little, Brown and Company, 1967.
- One Boy's Boston, 1887–1901. Boston: Houghton Mifflin, 1962.
- The Oxford History of the American People. New York: Oxford University Press, 1965.
- Oxford History of the United States. Oxford: Oxford University Press, 1927, 2 vols.
- The Pilgrim Fathers: Their Significance in History. Boston: Merrymount Press, 1937.
- Portuguese Voyages to America in the Fifteenth Century. Cambridge: Harvard University Press, 1940.
- A Prologue to American History: An Inaugural Lecture. Oxford: Clarendon Press, 1922.
- The Proprietors of Peterborough, New Hampshire. Peterborough: Historical Society, 1930.
- The Puritan Pronaos. New York: New York University Press, 1936.
- Ropemakers of Plymouth. Boston: Houghton Mifflin, 1950.
- Sailor Historian: The Best of Samuel Eliot Morison. Edición de Emily Morison Beck. Boston: Houghton Mifflin, 1977.
- Samuel de Champlain: Father of New France. Boston: Little, Brown and Company, 1972.
- The Scholar in American: Past, Present, and Future. New York: Oxford University Press, 1961.
- The Second Voyage of Christopher Columbus. New York: Oxford University Press, 1939.
- Sources and Documents Illustrating the American Revolution, 1764–1788, and the Formation of the Federal Constitution. Oxford: Clarendon Press, 1923.
- Spring Tides. Boston: Houghton Mifflin, 1965.
- The Story of Mount Desert Island, Maine. Boston: Little, Brown and Company, 1960.
- The Story of the 'Old Colony' of New Plymouth, 1620–1692. New York: Knopf, 1956.
- Strategy and Compromise. Boston: Little, Brown and Company, 1958.
- These Forty Years. Boston: Privately printed, 1948. (Address to the 40th Reunion, Harvard Class of 1908)
- Three Centuries of Harvard, 1636–1936. Cambridge: Harvard University Press, 1936.
- The Two Ocean War. Boston: Little, Brown and Company, 1963.
- Vistas of History. New York: Knopf, 1964.
- William Hickling Prescott. Boston: Massachusetts Historical Society, 1958.
- The Young Man Washington. Cambridge: Harvard University Press, 1932.

## Algunos premios y distinciones
- Premio Pulitzer (1943) por Admiral of the Ocean Sea, biografía de Cristóbal Colón.
- Premio Pulitzer (1960) por John Paul Jones.
- Legión de mérito
- Medalla Presidencial de la Libertad (1964)
- Encomienda de la Unidad Naval